# يحيا أنجلو
يحيا انجلو (بالإنجليزية: Angelo Rules)، (بالفرنسية: Angelo la Débrouille) هو مسلسل رسوم متحركة تلفزيوني كوميدي فرنسي وبريطاني حاسوبيًّا من إخراج كلود ميلر (وفرانز كيرشنر من الموسم الثاني) ومن إنتاج شركتي كيك إنترتينمنت وتيم تو، في الموسم الأول وقت عرض الحلقة سبعة دقائق وعدد الحلقات (78)، والموسم الثاني وقت عرض الحلقة إحدى عشرة دقيقة وعدد الحلقات (46) وثلاث حلقات نصف ساعة (المجموع 49)، وفي 2014 تم الإعلان أن المسلسل سيجدد إلى الموسم ثالث.
يعرض "يحيا انجلو" لمغامرات انجلو الذي يبلغ من العمر 12 عامًا، وهو يحاول التحكم في مجريات حياته باستخدام خطط مبتكرة ومضحكة بمساعدة من صديقيه، شيروود ولولا، وأخيه داني.

## الملخص
'هناك دائما طريقة للحصول على ما تريد'
في سن الثانية عشر، انجلو هو شاب صغير لكي يسمى رجلاً حكيماً بالتأكيد يتصرف جيدا على طريقته، من خطط مفصلة وواضحة لاستراتيجيات مصورة، انجلو يتحدث بطريقة ممتازة ويعمل بطريقه ممتازة نحو مختلف الخصوم والمشاكل، انه عبقري مع موهبة للخروج من المشاكل.
هو طفل من النوع الذي يتوقف في اللاشيء، وغير متردد بأي شيء من المشاكل التي وضعت في طريقه، وأكبر تحديات، وأكبر الخطط، و لكن انجلو بدون خطة؟ لا يمكن تصوره.
بالتأكيد، انه لديه عقبات متعددة، من الأشقاء والآباء وقوانين المدرسة، ليس لديه ماذا؟ هو ليس لديه أي اعتماد الا على القوى العظمى، فقط ذكائه وخططه.
الأسلحة الرئيسية في ترسانته هي تخطيطات ذكية بمساعدات مختلفة، التحضير والتجهيز، الطبيعة المتمردة والتفاؤل، والأهم من ذلك كله، روعته،
تجتمع بين تلك الصفات ثلاثة من أفضل اصدقائه، وهم داني الحارس الشخصي وشيروود ملك الخدمات الحسابية ولولا المتحمسة بشكل الخاص، ومما يضمن فوز رباعي.
مع ابتسامة معرفة وحاجب مقوّّس، يمكن لانجلو أن يعطيك المعلومات الداخلية والخارجية وكيفية الحصول على ما تريده بالضبط، إذا كنت تعرف ما هو جيد بالنسبة لك، يمكنك الاستماع بشكل أفضل عن قرب من المقربين من انجلو.
المسلسل مقتبس من الكتب الفرنسية "Comment Faire Enrage" للكاتب (سيلفي دي ماثويسولكس) و للرسام (سيباستيان ديولوجينت) .

## الشخصيات
- انجلو (Angelo)
  - مؤدية الصوت: جينيفر فيسالي
  - المدبلج العربي: أدهم سيد

انجلو صبي شقي ولكنه محبوب وطيب، عمره 12 عاما، ودوماً ما يتوصل إلى أفكار وخطط معقدة لكي يحصل على ما يعتقد أنه يستحقه هو وأصدقاؤه واخيه داني، وكلما زاد التحدي ضخامة كلما كبرت الخطة وزاد عدد الاشخاص فيها، وانجلو متأكد من أنه لو لم يحل المشكلة مباشرة، فإنه قادر على أن يصحح أخطاءه دائماً بسهولة.
- شيروود (Sherwood)
  - مؤدي الصوت: آرون كونلي
  - المدبلج العربي: أحمد عبد الحميد

شيروود هو أقرب أصدقاء انجلو، عمره 12 عاما، وأذكى الأولاد في الفصل، ودائماً ما تكون لديه مشكلة علمية في أحدث مخططات انجلو وداني ولولا، ولكنهم يقنعونه دائماً بالانضمام إليهم، وشيروود ماهر في التكنولوجيا وكل شيء يخص الهندسة والحاسب ولذلك يمتلك جميع الحيل والأدوات والافكار.
- لولا (Lola)
  - مؤدية الصوت: كاساندرا موريس
  - المدبلجة العربية:آية حمزة (الموسم الأول), ولاء أسامة (الموسم الثاني "الجزء الأول"), دينا بشير (الموسم الثاني "الجزء الثاني")

لولا بنت عمرها 12 عاما، وهي جارة انجلو، وواحدة من أصدقائه المقربين، وهي تحب التحدي والمغامرة وتشجع انجلو على تنفيذ خططه كما أن معها هاتف ذكي وهو ما يساعد عصابة انجلو على عمل الكثير من الأفعال الماكرة والتي تكون من ضمن الخطط.
- آنا (Anna)
  - مؤدية الصوت: غيل توماس
  - المدبلجة العربية:

آنا هي والدة انجلو وداني شديدة الصرامة، وهي صاحبة القرار الرئيسي في أسرتها، مما يعني انها دائما مشغولا جدا مع مئات من أشياء مختلفة، وحتى انها لا ترى الأذى التي يسببها انجلو وداني وأصدقائهم والحصول على ما يصلون إليه، و هي أيضاً تمتلك معرض فني مع داميان بريست الفنان المفضل لها، وهي ظهرت أيضا أن لديها نادي القراءة المكوَّن من الأستاذة بيرلا وداميان بريست.
- ديف (Dave)
  - مؤدية الصوت: غريغ نبوتون
  - المدبلج العربي: ياسر عزت

ديف هو والد انجلو وداني، قليل المسؤولية احيانا بينما الأم هي المسؤولة في بعض الأحيان، ديف هو أكثر احتمالا أن نهتم كل ما هو ذاهب لمشاهدة التلفاز، يكون أقل صرامة بقليل، انجلو وداني ووالدهم هم قريبون جدًا، مما يعني أنه يمكن أن تفلت احيانا من أكثر الأشياء عندما يكون ديف هو حولها.
- ايلينا (Elena)
- مؤدية الصوت : كارول بلت
  - المدبلجة العربية:

ايلينا هي شقيقة انجلو وداني، التي عمرها 15 عاما، وهي عصرية ولكنها مزعجة جداً، منذ أن كانت طفلة ولدت الاولى إنها تتوقع من الآخر ان يفعل ما تقوله، عندما يخرجان الأم والأب إلى العمل، تعلق ايلينا أحيانا في المنزل لرعاية اشقائها انجلو وداني وبيتر، وهي تريد بدلا من الرعاية أن تتسكع مع رفيقها هانتر.
- بيتر (Peter)
  - مؤدي الصوت: جاكسون رينجولد
  - المدبلج العربي:

بيتر هو شقيق انجلو وداني الأصغر، هو عمره 5 سنوات، هو يقضي معظم وقته يرتد في جميع أنحاء المنزل يتظاهر انه بطل خارق، وهو غالباً يحب تحطيم الأشياء، ويبدو بيتر متعلق قليلاً بلولا، وانجلو يعتقد بيتر أحياناً أفضل منه مع كونه غير مطيع لأنه الأصغر ومع ذلك تحبه الأم كثيرا.
- هانتر (Hunter)
  - المدبلج العربي: ياسر عزت

هانتر هو رفيق ايلينا، مغرور احياناً، هانتر هو مراهق محلي وشقيق بتر فينغرس الاكبر، هو يعمل في متنزه (أرض المغامرات/Adventure Park Land) الذي يملكه أبوه، هانتر يفتخر كثيرا ويتباهى بسلطته وذكائه ومهاراته الرياضية خارج أي شخص أصغر منه عادةً.
- مانيتي (Manetti)
  - مؤدي الصوت: داني ماكديرموت
  - المدبلج العربي: ياسر عزت

مانيتي هو متنمر في صف انجلو الذي يحتجز دوماً ويضايق التلاميذ مرات عديدة ولا أحد يعرف كيف كان قديماً، ورغم انه الأقوى والاكبر في المدرسة وهو مفتول العضلات لكنه أكثر التلاميذ حماقة ونسيانا وأكثرهم غبائن، وهو ينام دوما في الصف.
- بتر فينغرس (Butter Fingers)
  - المدبلج العربي: ياسر عزت (الموسم الأول، الموسم الثاني "الجزء الثاني"), هاني عبد الحي (الموسم الثاني "الجزء الأول")

بتر فينغرس هو فتى ذي شخصية حلوة ولكنه ضعيف ومتردد، وغير منسق في صف انجلو، وليس جيدا في التربية البدنية، وعادةً ما يكون ضحية لمانيتي، انجلو والشباب غالباً ما يساعدونه على الخروج من مشكلته، وهانتر هو شقيقه الأكبر.
- إيثن (Ethan)
  - المدبلج العربي: هاني عبد الحي

إيثن هو أحد الشخصيات المتكررة في المسلسل، يسمى بـ"فتى القرد" في الموسم الأول، وهو مهووس بألعاب الفيديو كما هو مبين في عدة حلقات الموسم الثاني، هو ايضاً زميل انجلو .
- تريسي (Tracy)
  - مؤدية الصوت : اما اديل غالفين ( الموسم 1) ، كيلي شيدان ( الموسم 2-3)
  - المدبلجة العربية:

تريسي هي مراقبة قاعة المدرسة التي ظهرت لأول مرة في المسلسل في حلقة "تحدي المتنمرة" من الموسم الثاني، تريسي ذكية وقوية الملاحظة، وهي أيضاً ابنة أخ الأستاذ فوت، والتي تعتقد أن انجلو دائما يريد أن يصل إلى شيء ما عندما يفعل شيء غريب، انجلو يعمل دائماً من خلال المشاكل التي يسببه أكثر من مرة، حتى ينتهي بها الأمر في النهاية بالوقوع في مشاكله.
- الأستاذ فوت (Mr. Foot)
  - مؤدي الصوت: بيل مورغان
  - المدبلج العربي: هاني عبد الحي (الموسم الأول، الموسم الثاني "الجزء الثاني")

الاستاذ فوت هو مدرس انجلو في مدرسته، هو عالي التفكير وسريع الانزعاج، الأستاذ فوت هو مشبوه بشكل طبيعي نحو الأطفال، وخاصة انجلو، هو يشعر بالقرابة مع شيروود لانه الوحيد فقط من طلابه الذي يحترمه على المستوى الفكري، انه يصادر الأشياء الخاصة بالطلاب دون سابق إنذار، هو دائما يراقب مشاريع أفلام الطلبة، وأكثر من ذلك، بالأضافة هو لديه كلب أسمه "ولينغتون" .
- الأستاذة بيرلا (Ms. Perla)
  - المدبلجة العربية:

الأستاذة بيرلا هي مدرِّسة انجلو في التربية الفنية، الطيبة واللطيفة وشريكة الأستاذ فوت في التدريس.
- المدرب زونكا (Coach Zonka)
  - مؤدي الصوت: كارتر جاكسون
  - المدبلج العربي: هاني عبد الحي

المدرب زونكا هو مدرب التربية البدنية الذي لا يسمح لطلابه بالتقاط انفاسهم، هو مغرور، ويحب المديح.
- شميتي (Shmitty)
  - المدبلج العربي: هاني عبد الحي

شميتي هو أحد الشخصيات الجديدة من الموسم الثاني، باختصار هو شاب يعمل في مطعم المدرسة وأحياناً في محجز القاعة، وهو ذي معنويات وروح رياضية عالية ويحب الأطفال، وفي العادة يلقب نفسه بـ(شميستر) ، كما أنه يحب كرة السلة .
- كاثي (Cathy)
  - المدبلجة العربية:

كاثي هي تعمل في محل (سناك شاك) لبيع الكعكات والفطائر والكب كيك والشطائر والمشروبات، هي أحياناً تكون قاسية ووقحة ومغرورة .
- غيزر (Geezer)
  - المدبلج العربي: أحمد عبد الحميد (الموسم الأول، الموسم الثاني "الجزء الثاني")

غيزر هو رجل عجوز متذمر يسكن بالقرب من منزل انجلو، يقوم بالأهتمام بفنائه كما نراه دائماً، غيزر يفتقر لبعض المهارات لكبر سنه كالألعاب الرياضية البدنية ولديه بعض المهارات رغم كبر سنه مثل التزلج والأطراب، وفي بعض الحلقات يقول أنه كان منذ شبابه محترفاً في بعض الأشياء "كالرياضة والخدع والتمثيل".
- سلوبر (Slobber)

سلوبر هو فريق روك عبارة عن مراهقان، وهما ذي شعبية كبيرة لدى الشباب وخصوصاً لولا.
- أولي فان دونك (Ollie Van Dunk)
  - المدبلج العربي: حمدي عباس (الموسم الأول)، ياسر عزت (الموسم الثاني)

أولي فان دونك هو شاب متزلج ماهر ومشهور وصاحب الأرقام القياسية الكبيرة، والمتزلج المفضل لدى انجلو وداني وشيروود ولولا .
- داميان بريست (Damian Priest)
  - المدبلج العربي: هاني عبد الحي (الموسم الأول), ياسر عزت (الموسم الثاني)

داميان بريست هو فنان موهوب وغريب ومغرور، ويحظى بشعبية عالية من الكبار ومنهم والدة انجلو، أما بالنسبة للصغار فهو يخيفهم بعروضه دون قصد ويجعلهم يعتقدون أن هذا تعذيب.

## الاستقبال

### الجوائز والترشيحات
- تم ترشيح الموسم الثاني من يحيا انجلو للأطفال: رسوم متحركة في حفل توزيع جوائز إيمي العالمي الثاني للأطفال عام 2013.[3]
- في عام 2013 رشح انجلو في مهرجان تريك فيلم.[4]
- وقد تم اختيار مسلسل للطبعة العشرين للمهرجان الدولي للرسوم المتحركة من البرازيل، "أنيما موندي" في 2012. رشح لـ"أفضل فيلم قصير للأطفال" مع حلقة "الحرب كرات البصق" من الموسم الأول.[5]
- يحيا انجلو حدد لمهرجان الأطفال السينمائي 2011 الدولي في شيكاغو مع حلقة "الحرب كرات البصق".[6]
- مهرجان وسائل الإعلام BANFF العالمية عام 2011 في كندا رشح يحيا انجلو مع حلقة "من قتل الأرنب؟".[7]
- يحيا انجلو يذهب إلى مهرجان الحادي والخمسين السينمائي الدولي للأطفال والشباب في زلين، جمهورية التشيك في عام 2011 مع "من قتل الأرنب؟"[8]
- حلقة "من قتل الأرنب؟" حدد لمهرجان آنسي 2011![9]
- يحيا انجلو يحصل على جائزة بولسينيلا في الكاريكاتير عام 2010 على مهرجان الخليج في إيطاليا لأفضل مسلسلات تلفزيونية للأطفال.[10]

### التقييم
شاهد الحلقة الأولى من يحيا انجلو أكثر من مليون مشاهد في 5 أبريل 2010، وهو ما يمثل أكثر من 30٪ من حصة السوق بين 4 إلى 10 سنوات و 11 إلى 14 سنة من عمر الجماهير .
في عام 2009 يحيا انجلو أحتل المرتبة الأولى في ميبكوم جونيور، حيث أن البرنامج هو أكثر مشاهدة من بين مئات البرامج.

## بث المسلسل

### البث العالمي
بدأ الموسم الأول على فرنسا 3 في أبريل 2009، وعلى تيلي تون + في أبريل 2010 ، و أيضاً تم بث بعض حلقات الموسم الأول منذ سبتمبر 2012 في نيتفليكس (الولايات المتحدة الأمريكية) ،اما الموسم الثاني تم عرضه منذ أغسطس 2012 في فرنسا 3 وعرض في مارس 2014 على تيلي تون +  ، و تم بث بعض حلقات الموسم الثاني على صفحة كرتون نتورك حسب الطلب من 2 يونيو 2014، بث النسخة العربية من المسلسل في الوطن العربي في "10 مارس 2013" على كرتون نتورك بالعربية لكن بث الموسم الثاني أولاً، وفي ما بعد كرتون نتورك بالعربية بثت الموسم الأول في "7 سبتمبر 2014".
| الدولة          | القناة العارضة                             | الدولة                   | القناة العارضة                                             |
| --------------- | ------------------------------------------ | ------------------------ | ---------------------------------------------------------- |
| فرنسا           | France 3 , TeleToon +                      | ألمانيا                  | SUPER RTL                                                  |
| إيطاليا         | Rai 1                                      | أمريكا اللاتينية         | (Cartoon Network (Latin America) ,Boomerang (Latin America |
| رومانيا         | (Cartoon Network (Central & Eastern Europe | روسيا                    | (Cartoon Network (Russia and Southeastern Europe           |
| المملكة المتحدة | (Cartoon Network (UK & Ireland             | أيرلندا                  | TG4, Cúla 4                                                |
| تركيا           | (Cartoon Network (Turkey                   | بولندا                   | (Cartoon Network (Poland                                   |
| إسرائيل         | Arutz HaYeladim                            | السويد                   | (Cartoon Network (Nordic                                   |
| هولندا          | (Cartoon Network (Netherlands              | كوريا الجنوبية           | (Cartoon Network (South Korea                              |
| الوطن العربي    | Cartoon Network Arabic                     | الإمارات العربية المتحدة | e-junior                                                   |
| قطر             | تلفزيون ج                                  | كندا                     | فاميلي جونيور                                              |

### التوزيع
كيك انترتينمنت (في المملكة المتحدة) تتولى التوزيع الدولي. وباعت المسلسل في 150 بلداً بما في ذلك شبكة كرتون نتورك العالمية (في جميع الدول باستثناء اليابان والولايات المتحدة).

### النسخة العربية
تمت دبلجة المسلسل من أستديو ماش للانتاج، لكن الدبلجة تحتوي على أخطاء متكررة وملحوظة سواءً في هذا المسلسل أو في المسلسلات الأخرى التي يدبلجها هذا الأستديو وهي:
- عدم ثبات أصوات الشخصيات: "فأحياناً بعض الشخصيات تتغير صوتها في الحلقة القادمة أو نفسها ".
- عدم الانتظام في الكلام:"نادراً ما نلحظ أخطاء في لفظ أسماء الشخصيات، ولكن نلحظ أخطاء متكررة في لفظ الحركات في الضمير وبعض الحروف مثل حرف "ج" في بعض الحلقات لدرجة أنها قد تأثر في قواعد اللغة العربية".

## الوسائط والمنتجات الأخرى
هناك أيضاً وسائط متعلقة بالمسلسل. وهي:

### حلقات مصغرة
بين يوليو وديسمبر 2011 تم بث الحلقات مصغرة من المسلسل "فيديو حسب الطلب" بخاصية 3D على جهاز نينتندو 3دي إس.

### ألعاب فيديو
تتوفر على مختلف مواقع قنوات البث عدة ألعاب مصغرة وضعت على الإنترنت.
بالإضافة إلى لعبة "تأشير ونقر" جديدة “Angelo Rules – a Busy Day” (بالفرنسية: Angelo la Débrouille, Une Journée Bien Remplie) في الإنتاج (ستتوفر عبر آب ستور وجوجل بلاي للهواتف الذكية وللأجهزة اللوحية في أوائل 2015).

### طباعة
في 2014:اطلق ألبوم الكتاب الهزلي "Don’t ask too many questions!" التي نشرتها Physalis (متوفر في موقع دي في دي-أو دي)

## وصلات خارجية
- يحيا أنجلو على موقع IMDb (الإنجليزية)
- يحيا أنجلو على موقع نتفليكس (الإنجليزية)
- يحيا أنجلو على موقع فيلمافينيتي (الإسبانية)
- يحيا أنجلو على موقع كينوبويسك (الروسية)
- يحيا أنجلو على موقع ألو سيني (الفرنسية)
- يحيا أنجلو على موقع قاعدة بيانات الفيلم (الإنجليزية)
- موقع مصغر على كرتون نتورك بالعربية